# Riaccolti
Riaccolti è un album live acustico dei Modena City Ramblers, a vent'anni del precedente disco acustico Raccolti, cui rimanda anche nel titolo, registrato allo studio Esagono di Rubiera, storico studio di registrazione dove i Ramblers hanno inciso diversi dischi. L'album è stato registrato in due concerti il 4 novembre 2018.
Il disco è stato prodotto dai Modena City Ramblers tramite una raccolta di crowdfunding che ha visto la partecipazione di 500 fans.
Il disco è uscito in CD + DVD (che contiene la bonus track Bella Ciao), oppure in doppio vinile. Il disco è stato stampato con due diverse cover: una con un disegno di Roberto Hüller, destinato solo ai co-produttori, e una con una foto della band ripresa in piedi dall'alto.

## Le canzoni
L'unico inedito è la title track Riaccolti. Gli unici brani che compaiono anche su Raccolti sono In un giorno di pioggia e Bella Ciao, che però è presente come bonus track solo sul DVD.

## Tracce
1. Il posto dell’airone – 4:59
2. Riaccolti – 5:44
3. Volare controvento – 3:53
4. Le lucertole del folk – 3:00
5. Libera Terra – 2:55
6. Seduto sul tetto del mondo – 5:16
7. Altri mondi – 3:46
8. Oltre la guerra e la paura – 4:20
9. Ebano – 5:23
10. Radio Tindouf – 5:15
11. Pasta nera – 3:44
12. Al Pivarol c'al vin dal ciel – 3:55
13. Mia dolce rivoluzionaria – 4:19
14. I cento passi – 4:02
15. In un giorno di pioggia – 5:46
16. Specchio dei miei sogni – 5:49
17. Bella ciao (solo du DVD) – 4:41

## Formazione
- Franco D'Aniello: flauto, tin whistle, cori
- Massimo "Ice" Ghiacci: chitarra acustica, mandolino e cori
- Francesco "Fry" Moneti: violino acustico, mandolino, bouzuki, chitarra acustica, salterio ad arco
- Davide "Dudu" Morandi: voce e cucchiai
- Leonardo "Leo" Sgavetti: fisarmonica, pianoforte e cori
- Gianluca Spirito: chitarra acustica, bouzuki, mandolino, cuatro, chitarra battente, laud, banjo, Bodhrán e cori
- Roberto "Robby" Zeno: rullante, tamburo, Cajón, tamburello, djembe, darabouka e percussioni